# Pyrus tamamschianae
Pyrus tamamschianae är en rosväxtart som beskrevs av Fedorov. Pyrus tamamschianae ingår i släktet päronsläktet, och familjen rosväxter. Inga underarter finns listade i Catalogue of Life.